# Shivaree
Shivaree fue un grupo musical de rock estadounidense formado por 3 miembros; Ambrosia Parsley como vocalista, Danny McGough al teclado, y Duke McVinnie a la guitarra. El grupo nació en 1999. Combina en sus canciones rock con otros estilos como el country y el jazz. El nombre de la formación deriva de una canción popular francesa, "Charivari" y su pronunciación en inglés. La banda se separó oficialmente en 2007 después de una breve gira promocional de su último álbum de covers Tainted Love.
Ambrosia Parsley comenzó en el mundo de la música cantando en una pizzería. Al marcharse de su casa con 13 años (1984) para vivir por su cuenta, conoció al guitarrista Duke McVinnie, que ya había publicado un LP, y, más tarde, a Danny McGough músico ya experimentado en conciertos que había colaborado en las giras de Tom Waits. A partir de las letras compuestas por Ambrosia, comenzaron en 1999 con el sello discográfico Odeon.
Tras la salida del segundo disco en 2002, el grupo tuvo varios conflictos con la casa discográfica que le llevaron a desligarse de ella, hasta el punto de que "Rough Dreams" no saliera oficialmente a la venta en los Estados Unidos. Esto llevó a rumores sobre la separación del grupo, que más tarde fueron desmentidos con la grabación y posterior lanzamiento de su tercer disco, "Who's got trouble", que salió con una compañía independiente americana. Shivaree publicó 4 discos LP. Y, además de sus 3 miembros, contó con músicos invitados para sus giras y que colaboran dentro de la formación.
Su tema más famoso, "Goodnight Moon", formó parte de la banda sonora de la película de Quentin Tarantino, "Kill Bill: Vol. 2" y en España sonó en varios anuncios para marcas como la casa de relojes Breil.
Además, su sencillo "I Close my Eyes" apareció en un episodio de la famosa serie de TV americana "Embrujadas" y fue publicada en la segunda banda sonora oficial de dicha serie Charmed: The Book of Shadows. Su tema "Little black mess" apareció como cierre en el capítulo quinto de la octava temporada de Weeds.

## Discografía
Álbumes de estudio
- I Oughtta Give You a Shot in the Head for Making Me Live in this Dump (1999, Odeon Records)
- Rough Dreams (2002, Odeon Records)
- Who's got trouble (2005, Zöe Records y V2 Music)
- Tainted Love: Mating Calls and Fight Songs (2007, Zöe Records y V2 Music)

Sencillos
- "Goodnight Moon" (1999/2000)
- "Bossa Nova" (2001)
- "John 2/14" (2002)
- "After the Prince and the Showgirl" (2002)
- "I Close my Eyes" (2005)
- "New Casablanca" (2005)
- "2 Far" (2005)
- "Cold Blooded" (2007)